# Beta Satan
Beta Satan er et aarhusiansk band bestående primært af medlemmer fra The Malpractice og hedengangne Tiger Tunes . Bandet har eksisteret siden 2005.
I 2007 udgav Play/Rec en 7" split-single med Beta Satan og Lack hvorefter at Crunchy Frog signede bandet. Året efter udkom debutalbummet Girls.

## Diskografi
- Girls (2008)
- Girls Mistreated And Remixed (2009)